# Caye Caulker

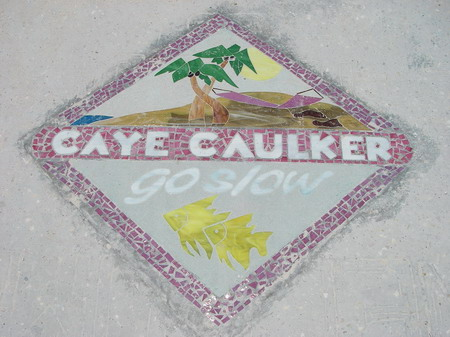
Rythme de vie suggéré sur l'île

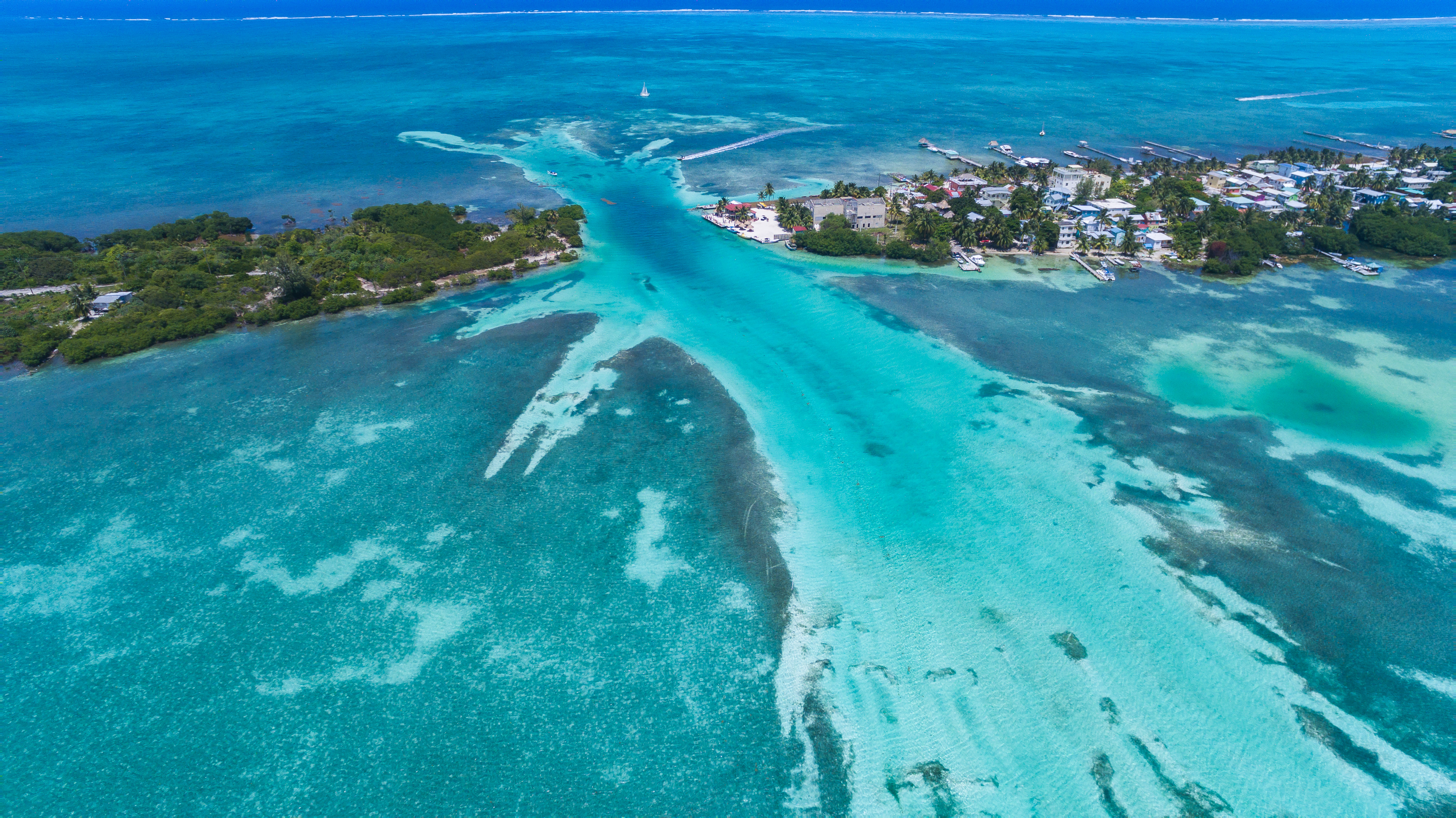
Vue d'un passage maritime à Caye Caulker. Juillet 2015.

La caye Caulker, en anglais Caulker Caye, en espagnol Cayo Caulker, est une petite île corallienne située près des côtes du Belize dans les Caraïbes.

## Toponymie
Certains disent que le nom des îles Caye provient du calfeutrage des bateaux en bois pour leur étanchéité, qui se dit en anglais caulking. "Caye Corker", l'autre orthographe du nom utilisé par les cartographes britanniques, est largement tombée en désuétude. Il s'agit d'une orthographe phonétique qui a la même prononciation en vieil anglais.
Il est maintenant généralement admis que le nom a pour origine le nom espagnol de "Cayo Hicaco". Hicaco est une prune qui pousse à l'état sauvage sur l'île et qui fut cueillie par des navigateurs espagnols pour lutter contre le scorbut.

## Géographie
L'île mesure environ 8 kilomètres (du nord au sud) sur 1 kilomètre (d'est en ouest). La commune située sur l'île est connue sous le nom de "Caye Caulker Village", bien que le nom correct sur des cartes anciennes est Santa Elena. 

## Tourisme
Caye Caulker est située à environ 32 kilomètres au nord-nord-est de Belize City, et est accessible par le Water Taxi (Bateau-bus) rapide (7 à 8 trajets par jour dans chaque sens) ou par petit avion (Aérodrome, code AITA : CUK). 
Ces dernières années, l'île est devenue une destination populaire pour les touristes dont les backpackers. Il y a plus de 30 petits hôtels et quelques restaurants et magasins.